# Rinderzeit

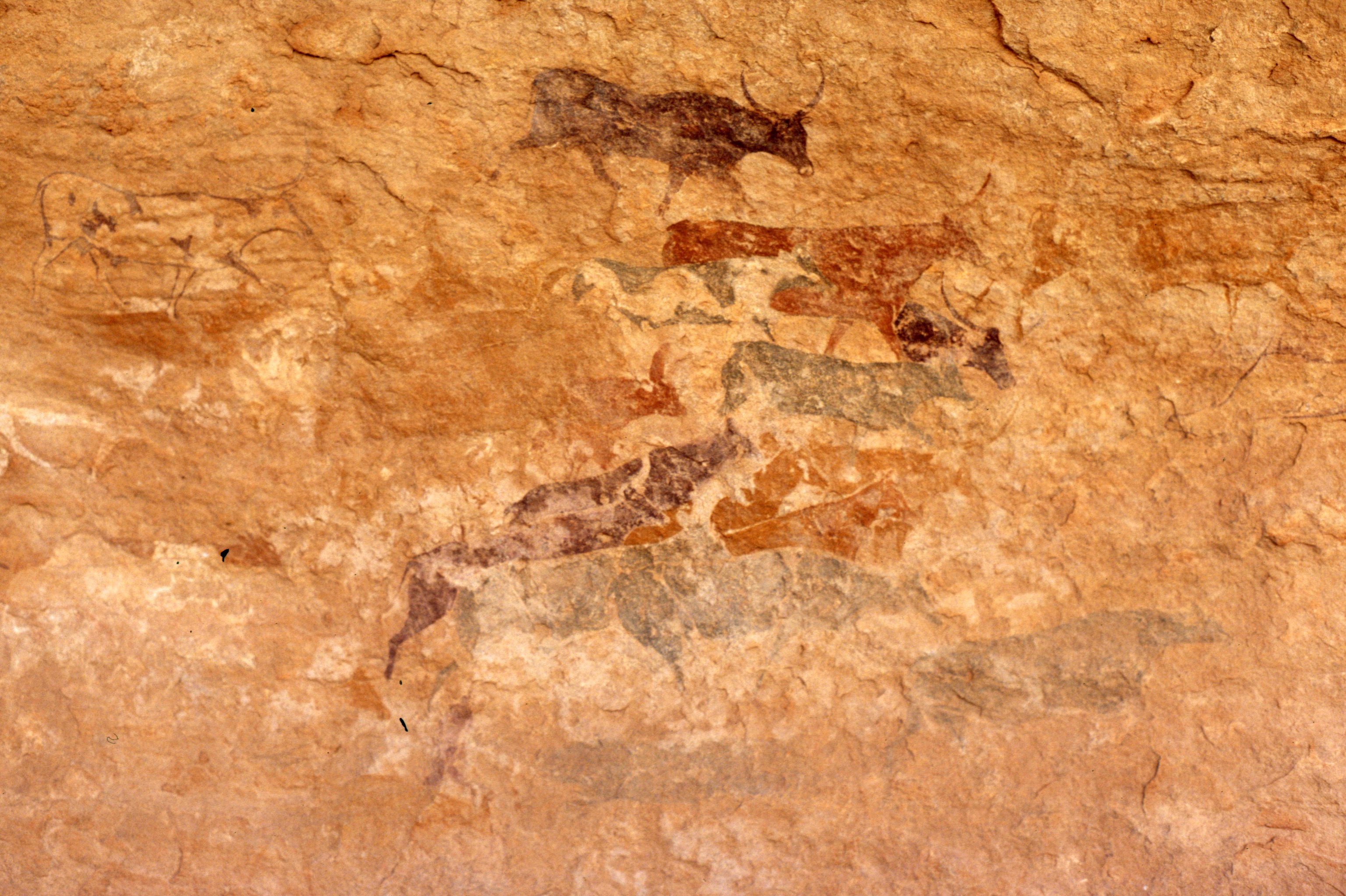
Rinder auf Felsbildern im Gebirge Tassili n'Ajjer

Als Rinderzeit bezeichnet man eine Epoche in der Geschichte der Sahara, die etwa von 4000 bis 2000 v. Chr. andauerte. Es handelt sich um die letzte Feuchtphase der Sahara. In den damals entstandenen Graslandschaften entwickelte sich eine Kultur großer Rinderherden, die von Nomadenvölkern herangezogen und über das Weideland geführt wurden. Als Zeugnis der Rinderzeit gelten bis heute gut erhaltene Felsbilder etwa im heutigen Tschad. In Gobero in der Ténéré im Niger wurden Gräber aus zwei Epochen gefunden, frühere von 7700 bis 6200 v. Chr. und nach einer rund 1000-jährigen Unterbrechung aus der Rinderzeit, die hier um 5200 v. Chr. begann und bis 2500 v. Chr. dauerte.
Mit der zunehmenden Versteppung im Anschluss an die Feuchtphase gewinnen die Kamele die Oberhand. Man spricht auch von der auf die Rinderzeit folgende Kamelzeit.